# Gran Premi d'Espanya del 1999
Resultats del Gran Premi d'Espanya de Fórmula 1 de la temporada 1999 disputat al circuit de Montmeló el 30 de maig del 1999.

## Classificació
| Pos | No | Pilot                 | Equip                  | Voltes | Temps/ Retirada          | Pos. de sortida | Punts |
| --- | -- | --------------------- | ---------------------- | ------ | ------------------------ | --------------- | ----- |
| 1   | 1  | Mika Häkkinen         | McLaren - Mercedes     | 65     | 1h 34' 14. 3             | 1               | 10    |
| 2   | 2  | David Coulthard       | McLaren - Mercedes     | 65     | + 6.238 s                | 3               | 6     |
| 3   | 3  | Michael Schumacher    | Ferrari                | 65     | + 10.845 s               | 4               | 4     |
| 4   | 4  | Eddie Irvine          | Ferrari                | 65     | + 30.182 s               | 2               | 3     |
| 5   | 6  | Ralf Schumacher       | Williams - Supertec    | 65     | + 1' 27.208 min.         | 10              | 2     |
| 6   | 19 | Jarno Trulli          | Prost - Peugeot        | 64     | + 1 Volta                | 9               | 1     |
| 7   | 11 | Damon Hill            | Jordan - Mugen - Honda | 64     | + 1 Volta                | 11              |       |
| 8   | 23 | Mika Salo             | BAR - Supertec         | 64     | + 1 Volta                | 16              |       |
| 9   | 9  | Giancarlo Fisichella  | Benetton - Playlife    | 64     | + 1 Volta                | 13              |       |
| 10  | 10 | Alexander Wurz        | Benetton - Playlife    | 64     | + 1 Volta                | 18              |       |
| 11  | 14 | Pedro de la Rosa      | Arrows                 | 63     | + 2 Voltes               | 19              |       |
| 12  | 15 | Toranosuke Takagi     | Arrows                 | 62     | + 3 Voltes               | 20              |       |
| DSQ | 16 | Rubens Barrichello    | Stewart - Ford         | 64     | Irregularitats monoplaça | 7               |       |
| Ret | 20 | Luca Badoer           | Minardi - Ford         | 50     | Virolla                  | 22              |       |
| Ret | 22 | Jacques Villeneuve    | BAR - Supertec         | 40     | Caixa canvi              | 6               |       |
| Ret | 12 | Pedro Diniz           | Sauber - Petronas      | 40     | Transmissió              | 12              |       |
| Ret | 17 | Johnny Herbert        | Stewart - Ford         | 40     | Transmissió              | 14              |       |
| Ret | 8  | Heinz-Harald Frentzen | Jordan - Mugen - Honda | 35     | Motor                    | 8               |       |
| Ret | 11 | Jean Alesi            | Sauber - Petronas      | 27     | Transmissió              | 5               |       |
| Ret | 5  | Alessandro Zanardi    | Williams - Supertec    | 24     | Caixa canvi              | 17              |       |
| Ret | 18 | Olivier Panis         | Prost - Peugeot        | 24     | Caixa canvi              | 15              |       |
| Ret | 21 | Marc Gené             | Minardi - Ford         | 0      | Caixa canvi              | 21              |       |

## Altres
- Pole: Mika Häkkinen 	1' 22. 088

- Volta ràpida: Michael Schumacher 1' 24. 982 (a la volta 29)